# 5768 Pittich
5768 Pittich eller 1986 TN1 är en asteroid i huvudbältet som upptäcktes den 4 oktober 1986 av den amerikanske astronomen Edward L.G. Bowell vid Anderson Mesa Station. Den är uppkallad efter den slovakiske astronomen Eduard M. Pittich.
Asteroiden har en diameter på ungefär 9 kilometer.